# (16974) Iphthimé
Pour les articles homonymes, voir Iphthimé (homonymie).
(16974) Iphthimé, désignation internationale (16974) Iphthime, est un astéroïde troyen jovien.

## Description
(16974) Iphthimé est un astéroïde troyen jovien, camp grec, c'est-à-dire situé au point de Lagrange L4 du système Soleil-Jupiter. Il présente une orbite caractérisée par un demi-grand axe de 5,19 UA, une excentricité de 0,07 et une inclinaison de 15,03° par rapport à l'écliptique. Il est nommé en référence au personnage de la mythologie grecque Iphthimé, sœur de Pénélope.
En août 2017, Keith Noll du Goddard Space Flight Center aux États-Unis, identifie la nature binaire de l'astéroïde Iphthimé, relevant qu'il s'agit à cette date du 3e astéroïde binaire troyen connu.

## Compléments